# Xironodrilus pulcherrimus
Xironodrilus pulcherrimus är en ringmaskart som först beskrevs av Moore 1894.  Xironodrilus pulcherrimus ingår i släktet Xironodrilus och familjen Xironodrilidae. Inga underarter finns listade i Catalogue of Life.